# Сюр-папах

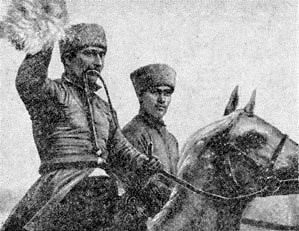
Всадник с папахой во время игры

Сюр-папах (азерб. Sür-papaq) — азербайджанская национальная конная игра. Эта игра требует от всадника мастерского управления конём, меткости броска и лихой джигитовки, развивает ловкость и быстроту реакции. Эту игру часто называют конным баскетболом. Игра «сюр папах» наряду с такими народными играми, как «бахар бенд», «папах ойуну» (игра в шапку), «пиала ве ох» (пиала и стрела), «гердек гачырма» (похищение занавески), пользовался большой популярностью у азербайджанцев в свадебные дни.
Скаковая дорожка, на которой проводиться игра, имеет длину 300—400 м. По одному трёхметровому столбу, наверху которых укреплены кольца, устанавливают в начале и конце площадки. Диаметры колец — 50 см. Вокруг столбов проводят пятиметровую штрафную линию, а внутри её — ещё одну, диаметром 1,5 м.
Целью в игре является то, что набитую опилками папаху, изготовленную из бараньей шкуры с длинной шерстью, нужно при помощи передач-перебросок забросить в кольцо противника. При броске всадник не должен пересекать штрафную линию. В «сюр-папах», как правило, играют две команды, по шесть всадников в каждой. В каждой команде четыре всадника имеют право играть по всей дистанции, в нападении, а по два всадника играют только на своей половине поля, в защите.
Игроки должны держать папаху в руке не более четырёх секунд. Передача папахи из рук в руки без броска запрещается. Упавшую папаху с хода, не слезая с лошади, может поднять любой всадник. Как только, забросив папаху в кольцо противника, получают одно положительное очко, начинается игра. Папаха должна быть заброшена с фронта, без передержки в руках. Если папаха заброшена с тыла, то очко не засчитывается.
Игра длится два десятиминутных тайма с таким же перерывом и сменой.